# چیسا اوکوگاوا
چیسا اوکوگاوا (انگلیسی: Chisa Okugawa؛ زادهٔ ۲۴ اوت ۱۹۹۵) بازیکن فوتبال اهل ژاپن است.